# Антоній Сійський
Антоній Сійський (1477—1556) — преподобний Російської церкви, ієромонах, засновник і перший ігумен Антонієво-Сійського монастиря. Пам'ять звершується 7 грудня (за юліанським календарем).

## Житіє
Народився 1478 року, в миру носив ім'я Андрій. Походив з родини заможного хлібороба в селі Кехта поблизу Північної Двіни, отримав освіту і вивчився іконопису. Втративши батьків, прийшов у Новгород і вступив на службу до місцевого боярина. Після п'яти років служби одружився, але через рік овдовів. Після цього вирішив піти в монастир. Роздавши своє майно, прийшов на річку Кену в Пахомієву пустинь і прийняв чернечий постриг з ім'ям Антоній. Пізніше був висвячений в сан ієромонаха.
Схильний до самотності, Антоній разом з двома ченцями залишив пустинь і оселився на річці Шелексе на Чорних порогах, де провів 7 років, поки не був вигнаний місцевими жителями. Після цього Антоній вже з сімома учнями оселився на Великому Михайловому озері за течією річки Ока. В цьому місці в 1520 році ним була побудована каплиця, а потім утворився монастир. Антоній став його першим ігуменом, але неодноразово залишав монастир, шукаючи усамітнення. Помер у 1556 році, на 79-му році життя.
Зарахування Антонія до лику святих було здійснено за участю ігумена монастиря Питирима і учня Антонія, ченця Філофея, які клопотали про це в Москві в 1579 році. Філофею належить і перший варіант житія Антонія, на підставі якого були написані житія ченцем Іоною і царевичем Іваном Івановичем, якого про це особисто просив чернець Філофей.